# Lookin’ Through the Windows
Lookin’ Through the Windows – piąty album studyjny grupy The Jackson 5, wydany w wytwórni Motown w maju 1972. Sprzedał się w nakładzie około 3,5 miliona egzemplarzy na całym świecie.

## Lista utworów
1. „Ain't Nothing Like the Real Thing” [w oryginale wykonywane przez Marvina Gaye i Tammi Terrell] [N. Ashford / V. Simpson]
2. „Lookin’ Through the Windows” [C. Davis]
3. „Don't Let Your Baby Catch You” [The Corporation]
4. „To Know” [The Corporation]
5. „Doctor My Eyes” [w oryginale wykonywane przez Jacksona Browne'a] [J. Browne]
6. „Little Bitty Pretty One” [w oryginale wykonywane przez Thurstona Harrisa] [R. Byrd]
7. „E-Ne-Me-Ne-Mi-Ne-Moe (The Choice is Yours to Pull)” [D. Jones / W. Brown / J. Bristol]
8. „If I Have to Move a Mountain” [The Corporation]
9. „Don't Want to See Tomorrow” [S. Bowden / J. Chambers / H. Davis / T. McFaddin]
10. „Children of the Light” [M. Randall]
11. „I Can Only Give You Love” [W. Hutch / R. Hutch]